# Diana DeGette
Diana Louise DeGette, född 29 juli 1957 i Tachikawa, Japan, är en amerikansk demokratisk politiker. Hon representerar delstaten Colorados första distrikt i USA:s representanthus sedan 1997.
DeGette avlade 1979 sin grundexamen vid Colorado College i Colorado Springs. Hon avlade sedan 1982 sin juristexamen vid New York University. Hon inledde sedan sin karriär som advokat i Denver.
Kongressledamoten Patricia Schroeder bestämde sig för att inte kandidera till en trettonde mandatperiod i representanthuset i kongressvalet 1996. DeGette vann valet och efterträdde Schroeder som kongressledamot i januari 1997.
DeGettes första bok Sex, Science and Stem Cells utkom 2008.